# Allan Stone
Allan Stone, né le 14 octobre 1945 à Launceston, est un ancien joueur de tennis professionnel australien.
Son meilleur résultat en simple sur un tournoi du Grand Chelem fut un demi-finale perdue en 1972 à l'Open d'Australie.

## Parcours dans les tournois duGrand Chelem

### En simple
| Année | Open d'Australie | Open d'Australie | Internationaux de France | Internationaux de France | Wimbledon       | Wimbledon    | US Open         | US Open      | Open d'Australie | Open d'Australie |
| ----- | ---------------- | ---------------- | ------------------------ | ------------------------ | --------------- | ------------ | --------------- | ------------ | ---------------- | ---------------- |
| 1963  | 1er tour (1/32)  | J. Cottrill      | —                        | —                        | —               | —            | —               | —            | n.o.             | n.o.             |
| 1964  | —                | —                | —                        | —                        | —               | —            | —               | —            | n.o.             | n.o.             |
| 1965  | 2e tour (1/16)   | C. Holm          | 2e tour (1/32)           | W. Hoogs                 | —               | —            | —               | —            | n.o.             | n.o.             |
| 1966  | 2e tour (1/16)   | H. Fitzgibbon    | 2e tour (1/32)           | K. Diepraam              | 2e tour (1/32)  | T. Roche     | 1er tour (1/64) | J. Loyo Mayo | n.o.             | n.o.             |
| 1967  | 1/8 de finale    | T. Roche         | 2e tour (1/32)           | Kalogeropoulos           | 1er tour (1/64) | J. Saul      | —               | —            | n.o.             | n.o.             |
| 1968  | 1/8 de finale    | M. Belkin        | 3e tour (1/16)           | C. Richey                | 1er tour (1/64) | B. Buchholz  | 3e tour (1/16)  | C. Drysdale  | n.o.             | n.o.             |
| 1969  | 1/8 de finale    | F. Stolle        | 3e tour (1/16)           | T. Roche                 | 1er tour (1/64) | S. Smith     | 2e tour (1/32)  | J.-L. Rouyer | n.o.             | n.o.             |
| 1970  | 1/8 de finale    | D. Ralston       | 3e tour (1/16)           | M. Orantes               | 2e tour (1/32)  | A. Gimeno    | 2e tour (1/32)  | R. Laver     | n.o.             | n.o.             |
| 1971  | 1er tour (1/32)  | R. Carmichael    | 1er tour (1/64)          | V. Korotkov              | 1er tour (1/64) | R. Moore     | 2e tour (1/32)  | J. Alexander | n.o.             | n.o.             |
| 1972  | 1/2 finale       | K. Rosewall      | —                        | —                        | —               | —            | 3e tour (1/16)  | S. Smith     | n.o.             | n.o.             |
| 1973  | 1/8 de finale    | W. N'Godrella    | 1er tour (1/64)          | T. Vázquez               | —               | —            | 1/8 de finale   | V. Amritraj  | n.o.             | n.o.             |
| 1974  | 1/8 de finale    | V. Zedník        | —                        | —                        | —               | —            | 1er tour (1/64) | R. Taylor    | n.o.             | n.o.             |
| 1975  | 1/8 de finale    | J. Alexander     | —                        | —                        | 1er tour (1/64) | J. Borowiak  | 2e tour (1/32)  | I. Năstase   | n.o.             | n.o.             |
| 1976  | 2e tour (1/16)   | B. Drewett       | —                        | —                        | 2e tour (1/32)  | A. Ashe      | 3e tour (1/16)  | M. Orantes   | n.o.             | n.o.             |
| 1977  | 1er tour (1/32)  | C. Letcher       | —                        | —                        | 3e tour (1/16)  | T. Okker     | —               | —            | 1/8 de finale    | K. Rosewall      |
| 1978  | n.o.             | n.o.             | —                        | —                        | 3e tour (1/16)  | B. Gottfried | —               | —            | 1/8 de finale    | G. Vilas         |

N.B. : à droite du résultat se trouve le nom de l'ultime adversaire.

### En double
N.B. : le nom du ou de la partenaire se trouve sous le résultat ; le nom des ultimes adversaires se trouve à droite.